# Académie nationale de musique de Sofia

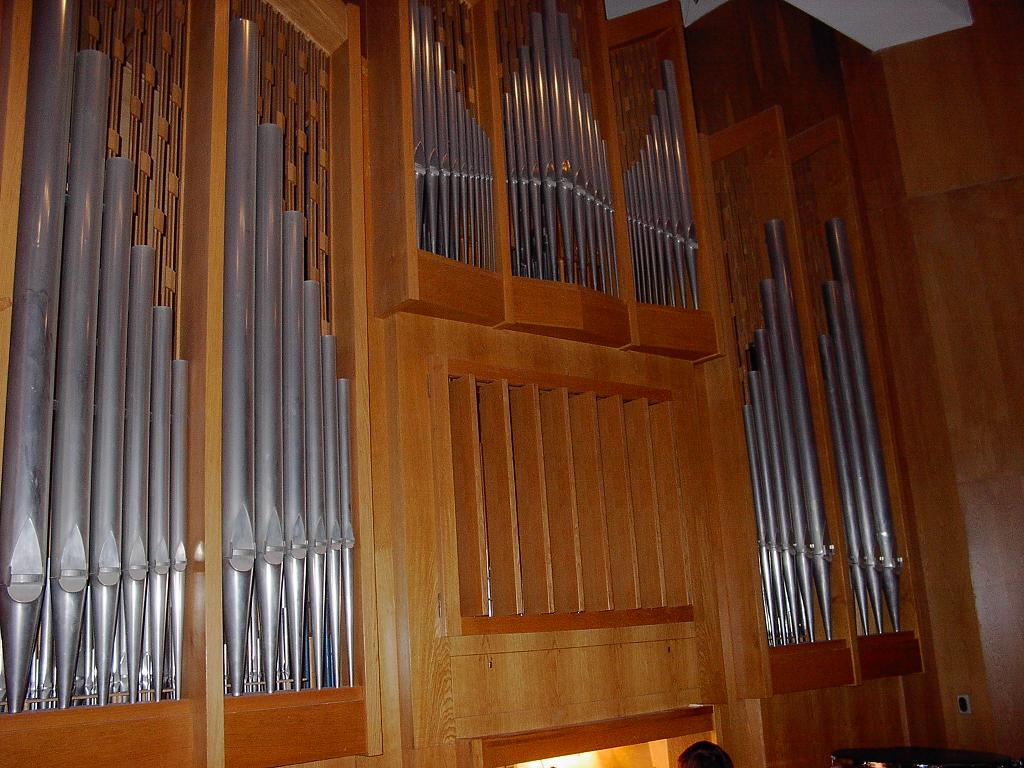
Orgue de la salle de concert de l'Académie

L'Académie nationale de musique « Pantcho Vladiguerov » (en bulgare : Националната музикална академия „Проф. Панчо Владигеров“, abrégé ДМА) est un conservatoire de musique à Sofia, en Bulgarie.
L'Académie est fondée le 21 juillet 1921 par un décret du tsar Boris III de Bulgarie sous le nom de conservatoire d’État bulgare (Българска държавна консерватория). Le nom actuel date du 19 mai 2006, en l'honneur du compositeur Pantcho Vladiguerov.
L'Académie comporte deux bâtiments et propose 30 filières dans 3 facultés : la première concerne la théorie musicale, la composition et la direction, la deuxième les instruments et la troisième le chant. La durée des études musicales est fixée à 5 années.

## Personnalités liées
- Christina Morfova y fut professeur.
- Rossitza Milevska y a fait ses études.
- Yordan Kamdzhalov y a fait ses études.
- Liliana Bareva (1922-), soprano bulgare y a fait ses études.

## Sources
- (en) Cet article est partiellement ou en totalité issu de l’article de Wikipédia en anglais intitulé « National Academy of Music (Bulgaria) » (voir la liste des auteurs).